# Rathaus (Hüffenhardt)

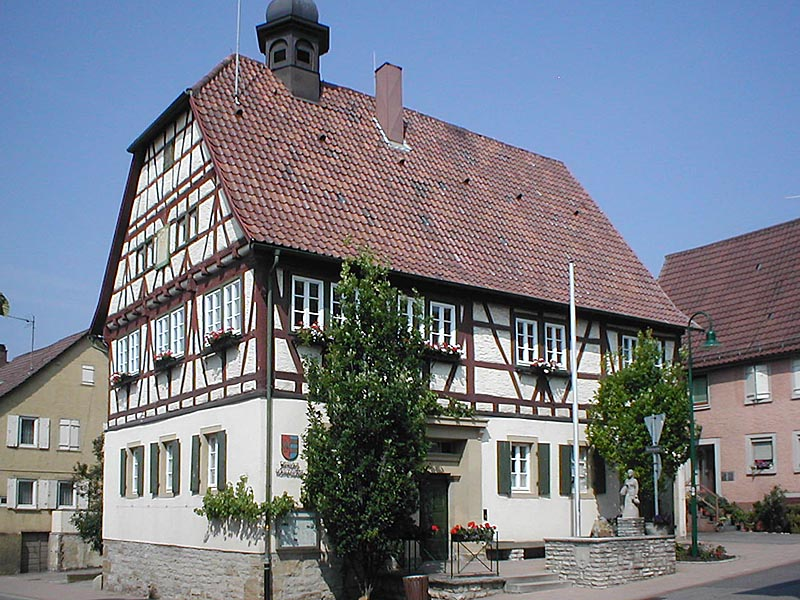
Rathaus in Hüffenhardt

Das Rathaus  in Hüffenhardt, einer Gemeinde im Neckar-Odenwald-Kreis im nördlichen Baden-Württemberg, wurde 1559 erbaut. Das Fachwerkhaus an der Hauptstraße ist ein geschütztes Kulturdenkmal.

## Beschreibung
Das Rathaus wurde 1861 umgebaut und dabei wurde das Erdgeschoss massiv erneuert. Das Gebäude besitzt einen Fachwerkoberstock und zwei Dachstöcke mit einem Krüppelwalmdach. Auf dem Dachfirst sitzt ein hölzerner Dachreiter mit Haube. Zwischen den zumeist doppelten Fenstern sind schlanke gebogene Streben eingefügt. Der untere Dachstock kragt vor und die Stichbalkenköpfe sind sichtbar. Als Zierformen sind an den Bundständern der Fränkische Mann mit Fußstreben vorhanden. 